# Bucephalacra
Bucephalacra là một chi bướm đêm thuộc phân họ Olethreutinae, họ Tortricidae Tortricidae.

## Các loài
- Bucephalacra duplex (Diakonoff, 1981)
- Bucephalacra scoliosema Diakonoff, 1970